# فهرست شهرستان‌های دلاویر
فهرست شهرستان‌های دلاور (به انگلیسی: List of counties in Delaware)

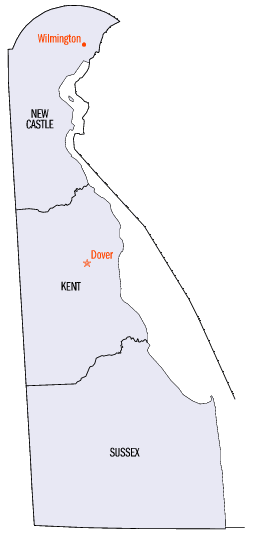

| نام شهرستان             | مرکز شهرستان       | تأسیس | جمعیت   | مساحت                                | نقشه |
| ----------------------- | ------------------ | ----- | ------- | ------------------------------------ | ---- |
| شهرستان کنت، دلاویر     | دوور، دلاویر       | ۱۶۸۰  | ۱۶۲٬۳۱۰ | ۸۰۰ مایل مربع (۲٬۱۰۰ کیلومتر مربع)   |      |
| شهرستان نیوکاسل، دلاویر | ویلمینگتون، دلاویر | ۱۶۶۴  | ۵۳۸٬۴۷۹ | ۴۹۴ مایل مربع (۱٬۲۸۰ کیلومتر مربع)   |      |
| شهرستان ساسکس، دلاویر   | جرج‌تاون، دلاویر    | ۱۶۶۴  | ۱۹۷٬۱۴۵ | ۱٬۱۹۶ مایل مربع (۳٬۱۰۰ کیلومتر مربع) |      |